# 284357 Semseyandor
284357 Semseyandor este o planetă minoră (asteroid), cu un diametru de 3,754 km, din centura de asteroizi. A fost descoperită pe 23 septembrie 2006 la Piszkéstetői Obszervatórium⁠(d) de . 
Obiectul prezintă o orbită caracterizată de o semiaxă mare de 3,1981804570518 UAi, o excentricitate de 0,10006445026372, o înclinație de 11,051600060885 ° în raport cu ecliptica.